# Acinto ir Perūno pelkės
Acinto ir Perūno pelkės este o arie protejată (arie specială de conservare — SAC, sit de importanță comunitară — SCI) din Lituania întinsă pe o suprafață de 1.036 ha, integral pe uscat.

## Localizare
Centrul sitului Acinto ir Perūno pelkės este situat la coordonatele 54°59′30″N 25°57′43″E / 54.9917°N 25.9619°E.

## Înființare
Situl Acinto ir Perūno pelkės a fost declarat sit de importanță comunitară în ianuarie 2004 pentru a proteja un număr necunoscut de specii din flora spontană și fauna sălbatică aflate în arealul zonei. Situl a fost protejat și ca arie specială de conservare în mai 2019.

## Biodiversitate
Situată în ecoregiunea boreală, aria protejată conține 6 habitate naturale: Lacuri și iazuri distrofice naturale, Turbării active, Mlaștini oligotrofe degradate, capabile încă de regenerare naturală, Mlaștini turboase de tranziție și turbării mișcătoare, Izvoare fino-scandinave și mlaștini produse de izvoare bogate în minerale, Mlaștini împădurite.
La baza desemnării sitului se află un număr nedeclarat de specii protejate.
Pe lângă speciile protejate, pe teritoriul sitului au mai fost identificate 9 specii de plante.